# Северо-Тургайская нефтегазоносная область

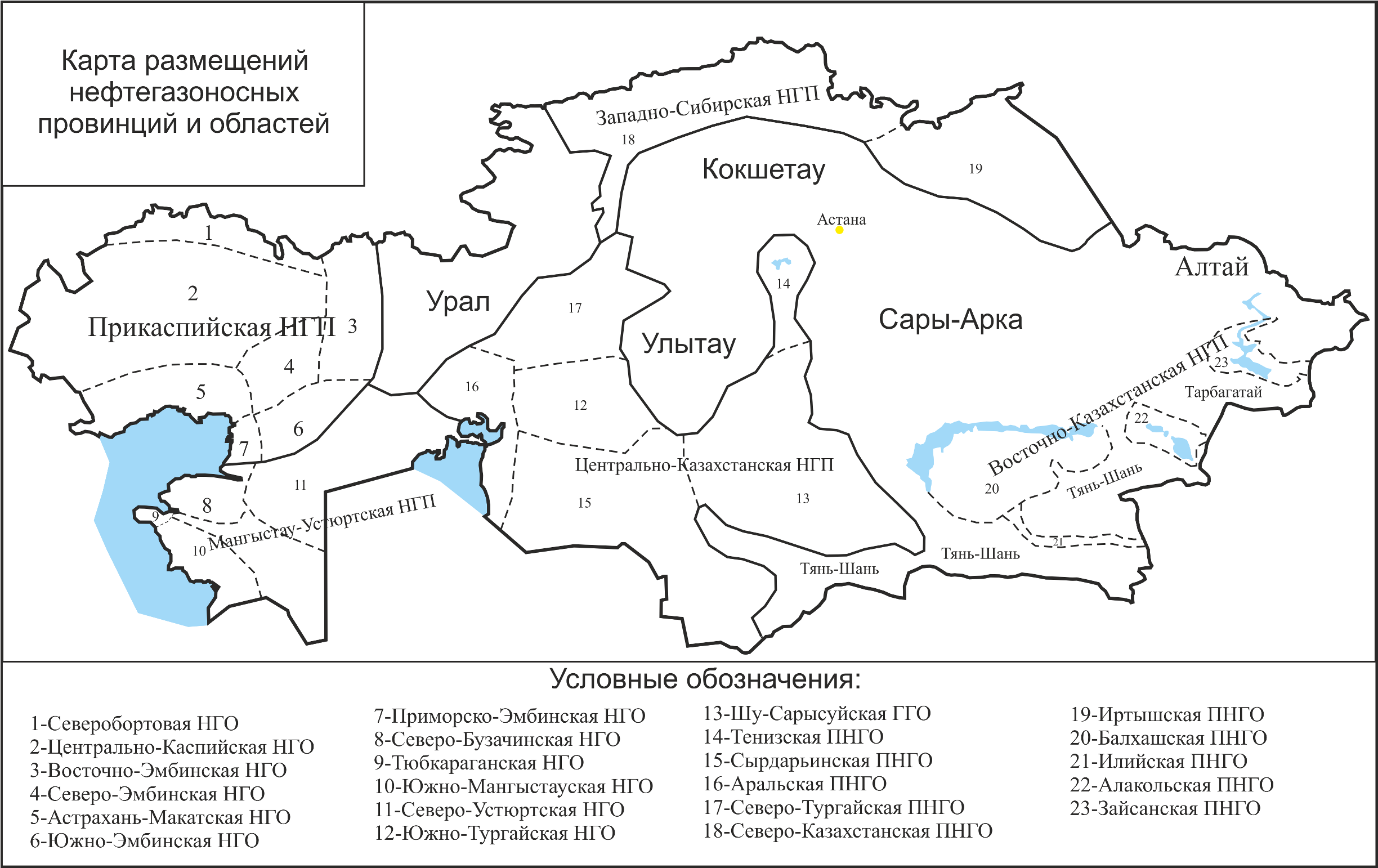

Северо-Тургайская нефтегазоносная область по геологическому отношению относится к Тургайскому прогибу.
С запада он ограничен Уральской складчатой системой, с востока — Кокшетауским массивом, с юга — Мынбулакской седловиной.
Чёткой северной границы бассейна нет, так как здесь он раскрывается в пределы Северо-Казахстанской моноклинали, образуя с ней фактически единую геологическую структуру.
Северо-Тургайская нефтегазоносная область является малоизученной территорией.